# Districte de Luabo
El districte de Luabo és un districte de Moçambic, situat a la província de Zambézia. Fou creat en 2013. Limita al nord amb el districte d'Inhassunge, a l'oest amb el districte de Mopeia, a l'est amb el districte de Chinde i al sud amb el districte de Marromeu de la província de Sofala, de la qual està separat pel riu Zambeze. El districte fou creat com a elevació a aquesta categoria del posto administrativo de Luabo, que era part del districte de Chinde.
Històricament, l'activitat econòmica més important al districte ha estat la producció de sucre de les plantacions i unitats fabrils de Sena Sugar Estates. Actualment la seva successora, la Companhia de Sena, ha rehabilitat les plantacions als marges del riu Zambeze.